# 메리엄-웹스터

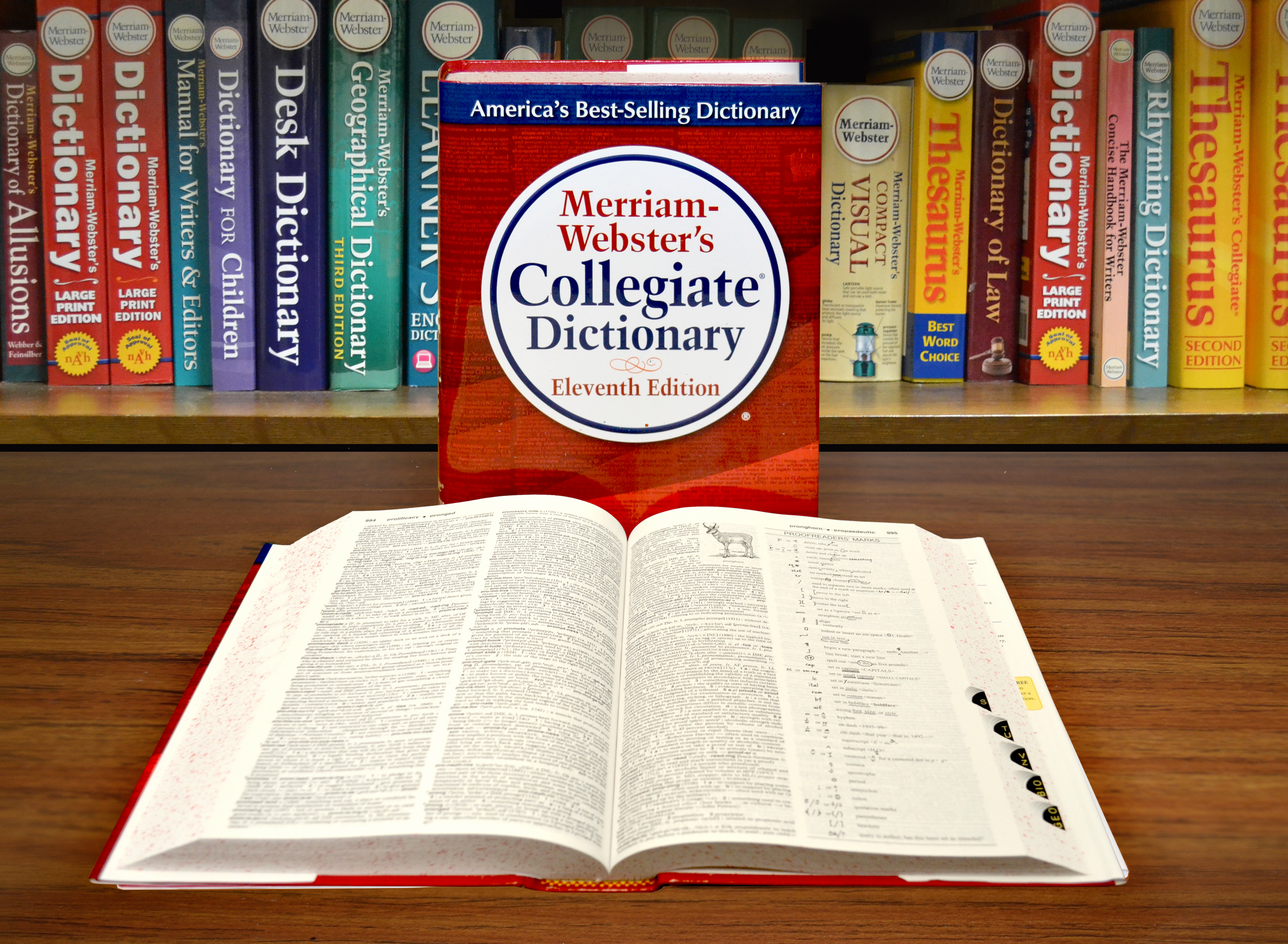
메리엄-웹스터의 Collegiate Dictionary 제11판

메리엄-웹스터(Merriam-Webster)는 본래 매사추세츠주 스프링필드의 G. & C. 메리엄 컴퍼니(또는 C. & G. Merriam Co.)였으며, 참조 서적, 특히 노아 웹스터의 웹스터 사전 (1828년) 파생 사전을 출판하는 미국의 기업이다.
메리엄-웹스터사는 1964년 이후로 브리태니커 백과사전의 자회사이다.

## 같이 보기
- 사전